# 偵察艦隊 (アメリカ海軍)
偵察艦隊（ていさつかんたい Scouting Fleet）はアメリカ海軍の艦隊。合衆国艦隊(United States Fleet)傘下の組織であり、1922年に設立された。1941年に大西洋艦隊に再編されている。

## 概要
第一次世界大戦後の1922年、アメリカ海軍は、大規模な艦隊再編を行い、太平洋艦隊と大西洋艦隊を統合し合衆国艦隊を設立した。その中で、主力の戦艦部隊を戦闘艦隊(Battle Fleet)として太平洋方面に配備し、旧式戦艦などの補助兵力は、偵察艦隊(Scouting Fleet)として大西洋方面に配備した。
1930年には名称がScouting FleetからScouting Forceに変更されている。1930年代には、戦艦が全て太平洋へと派遣されていた時期もあったが、1941年2月に第二次世界大戦の影響も受けて、再編成され、大西洋艦隊となり戦力も増強された。